# Malevo Ferreyra
Mario Oscar «el Malevo» Ferreyra (Cruz Alta, provincia de Tucumán, 17 de junio de 1945 - San Andrés, 21 de noviembre de 2008) fue un policía y represor argentino. Fue conocido por haber sido partícipe del terrorismo de Estado y por haber reprimido, torturado y desaparecido a personas en la provincia de Tucumán durante la última dictadura cívico-militar argentina (1976-1983). Tras aquel período, ya en democracia, fue ascendido a jefe de la Policía de Tucumán, y continuó siendo autor de asesinatos y torturas cometidos contra presuntos delincuentes y presos; en 1994 fue condenado a 20 años de prisión por el asesinato de tres presuntos delincuentes. En 2008, ante un inminente arresto y su negativa a volver a prisión, Ferreyra se suicidó disparándose en la frente delante de cámaras de televisión que lo transmitieron en vivo y en directo.

## Biografía

### Primeros años
Mario Oscar Ferreyra nació el 17 de junio de 1945, en la localidad Los Pereyra, en el departamento de Cruz Alta, provincia de Tucumán. A los 18 años de edad, se enlistó en la academia de policía, pero fue rechazado porque no cumplía con el peso y la estatura reglamentaria requerida para ingresar; pero, a pesar de esto, un familiar lo ayudó a ingresar a dicha academia.

### Comienzos en la policía
En 1973, según relató el mismo Ferreyra, supuestamente se enfrentó con 15 manifestantes de la Juventud Peronista; durante la riña, Ferreyra fue golpeado con una botella de vidrio, lo que le dejó una cicatriz de por vida. Dos años más tarde, dio muerte a Juan Carlos Alsogaray, militante de Montoneros, a quien fusiló con un fusil FN FAL. Debido a esto, durante la Junta Militar, fue suspendido durante 2 años y 5 meses de funciones, tras ser acusado por sus superiores de uso injustificado de la fuerza. 
En 1986, tras el regreso a la democracia, fue investigado por el asesinato del conocido delincuente Enrique «Prode» Correa, pero fue absuelto por falta de pruebas. Un año más tarde, siendo el jefe de la División de Robos y Hurtos de la policía tucumana, se vio implicado en un tiroteo en el norte de San Miguel, donde dos miembros de una prominente familia criminal resultaron abatidos; nuevamente, Ferreyra fue absuelto. En 1988, fue acusado del asesinato de Daniel Carrizo, miembro de la banda criminal «Los Gardelitos». Carrizo habría sido torturado en una celda de la sede de la División de Robos, luego asesinado y rociado con ácido.
En enero de 1990, fue nombrado jefe de la División General de Investigaciones de la provincia de Tucumán. A dos meses de asumir el cargo dirigió una huelga general de la policía en contra del gobernador José Domato, lo cual forzó a la Gendarmería Nacional a hacerse cargo de las tareas policiales en la provincia hasta que la disputa fuera resuelta. Esto le generó el respeto y afecto de sus compañeros.

### Crimen en Laguna de Robles y sentencia
El 10 de octubre de 1991, en la localidad rural Laguna de Robles, al norte de Tucumán, tres presuntos delincuentes fueron hallados muertos: eran los cuerpos sin vida de José «Coco» Menéndez, Hugo «Yegua Verde» Vera y Ricardo «El Pelao» Andrada. Ferreyra argumentó que las víctimas habían sido abatidas en un enfrentamiento armado y que eran parte de la peligrosa banda criminal «Los Gardelitos».
En noviembre del mismo año se acusó a nueve altos mandos policiales de malversación de fondos públicos; estos agentes fueron separados de sus cargos al día siguiente. Uno de los comisarios denunciados acusó a Ferreyra de haber ejecutado extrajudicialmente a las personas halladas muertas en Laguna de Robles; el agente Luis Dino Miranda apoyó dicha acusación. El 9 de diciembre de ese año «Malevo» se entregó a la justicia y fue enjuiciado. El juicio comenzó el 26 de noviembre de 1993; el juez falló en contra de Ferreyra el 14 de diciembre, dictaminando cadena perpetua. Tras el fallo Ferreyra se atrincheró y más tarde abandonó el juzgado con una granada de fragmentación en la mano, amenazando con inmolarse, matando a las personas presentes en el lugar. Tras 79 días prófugo, el 3 de marzo de 1994 fue localizado en la localidad de Zorro Muerto, en Santiago del Estero, donde tras atrincherarse durante 10 horas e intercambiar disparos con la policía, decidió entregarse. Tras su arresto, Ferreyra fue trasladado al Penal de Villa Urquiza, donde cumplió su pena.
En septiembre de 1996 el gobernador de Tucumán y amigo de Ferreyra, Antonio Domingo Bussi, redujo la pena a 20 años. Dos años más tarde, Malevo consiguió la libertad condicional, aunque desde tiempo atrás gozaba de salidas controladas por las mañanas y hasta la noche.

## Suicidio
Ferreyra pasó el resto de su vida en su propiedad en San Andrés, a unos kilómetros de su lugar de nacimiento, procurando mantener un perfil bajo. En 2008, el juez federal Daniel Bejas ordenó su detención por delitos de lesa humanidad cometidos en la última dictadura militar en el centro de detención clandestino ubicado en el ex-Arsenal Miguel de Azcuénaga.
Ferreyra estaba dispuesto a resistir a toda costa el encarcelamiento. El 21 de noviembre de 2008, la Gendarmería Nacional arribó a su propiedad para arrestarlo. Ferreyra subió a un tanque de agua, y, seguido por algunos familiares y un móvil en vivo de Crónica Televisión, se atrincheró allí. Al ver que los gendarmes entraban en su propiedad y era rodeado, Ferreyra tomó una pistola y se disparó en la cabeza. Fue trasladado al hospital más cercano, pero al llegar ya había fallecido. Las cámaras de televisión capturaron el momento desde muy cerca, ya que momentos antes estaba siendo entrevistado. Antes de suicidarse había declarado que tomaría la medida que fuera necesaria para no ir a prisión otra vez.
Por su parte, el canal de televisión recibió fuertes críticas y varias denuncias por transmitir en vivo y en directo el suicidio de una persona sin censura.
Si bien se intentó censurar el video del trágico suceso, no tardó en llegar a lo más profundo de internet y ya era demasiado tarde para que no se siga filtrando.
Además, se puso enfoque en las famosas placas de Crónica TV, en donde predomina la farándula y lo bizarro. Minutos antes del suceso, Crónica TV había puesto una placa en televisión que decía: "En instantes se pega el balazo".
"Malevo" Ferreyra fue despedido por familiares y amigos en un funeral a ataúd abierto, así como la presencia de muchas personas que decían que era un justiciero.